# Emil Cioran
Cet article possède un paronyme, voir Ciaran.
Cioran [sjɔʁɑ̃], de son vrai nom Emil Mihai Cioran (prononcé en roumain : [eˈmil t͡ʃoˈran] ), né le 8 avril 1911 à Resinár, alors en Autriche-Hongrie (actuelle Rășinari, en Roumanie), et mort le 20 juin 1995 dans le 13e arrondissement de Paris, est un philosophe et écrivain roumain, d'expression roumaine initialement, puis française à partir de 1949, date de la parution de son premier livre écrit directement en français : Précis de décomposition.
Il est interdit de séjour dans son pays d'origine à partir de 1946, année à partir de laquelle il devient apatride, et cela pendant toute la durée du régime communiste roumain. Bien qu'ayant vécu la majeure partie de sa vie en France, il n'a jamais demandé la nationalité française.
Son œuvre en français est signée « E. M. Cioran »  jusque vers 1987, puis en général « Cioran » uniquement. « E. M. » est un hommage à l'écrivain britannique E. M. Forster. Cioran trouvait que la francisation du roumain « Emil » était « un prénom de coiffeur ».

## Biographie

### Jeunesse et période roumaine

#### Enfance

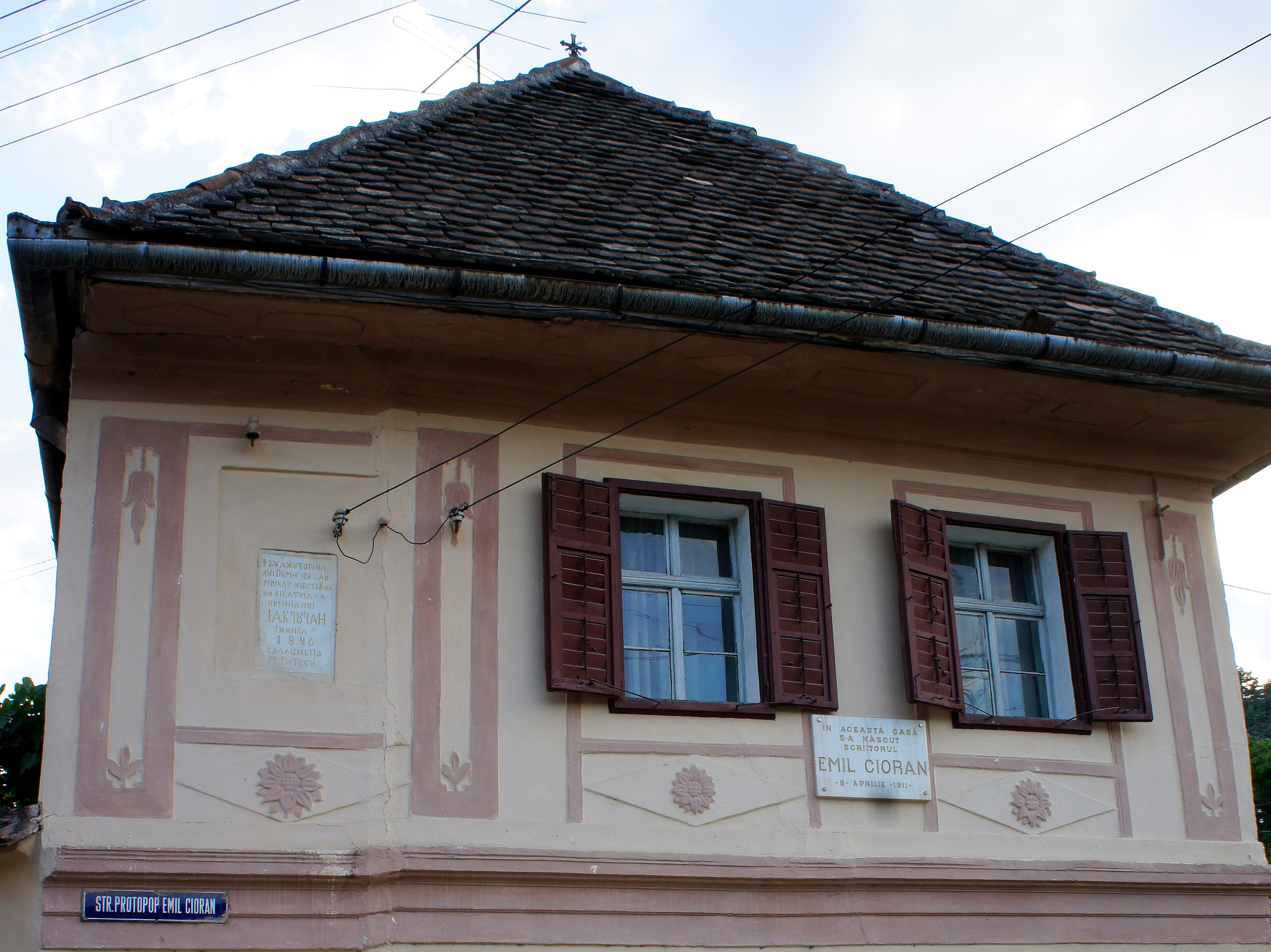
La maison natale d'Emil Cioran à Rășinari, en Roumanie.

Cioran naît d'un père prêtre orthodoxe, Emilian Cioran, pope de Rășinari (les popes peuvent se marier), et d'une mère plutôt agnostique, Elvira, issue d'un milieu social aisé (son père, notaire, a été élevé à la dignité de baron par l'autorité hongroise). Il a une sœur aînée, Virginia, et un frère cadet, Aurel. Sa mère, son frère et sa sœur semblent tous trois avoir été, comme Cioran, sujets à des états mélancoliques et neurasthéniques. Durant son enfance, et après de nombreuses tractations entre les pays de l'Entente, la Transylvanie jusque là rattachée à l'Autriche-Hongrie rejoint la Roumanie. Après quelques années de vie heureuse à Rășinari, petit village de Transylvanie, Cioran s'adapte mal à la vie en ville lorsqu'il doit intégrer le lycée à Sibiu, la cité à majorité saxonne en contrebas de son village natal. Cioran est placé en pension chez deux vieilles femmes saxonnes auprès desquelles il apprend l'allemand.
Son compatriote Lucian Blaga, philosophe de la culture, a aussi décrit le rôle matriciel que pouvait avoir un village roumain, et le mépris que les écoliers citadins germanophones pouvaient manifester pour un petit « cul-terreux valaque ». Ce choc, ainsi que les relations difficiles avec sa mère et les nombreuses insomnies dont il souffre durant sa jeunesse, contribueront au développement de sa vision pessimiste du monde et lui feront penser au suicide. Cioran se réfugie alors dans la lecture d'auteurs allemands et français notamment (il semblerait que Cioran sût le français à l'époque).

#### Sympathies fascistes et premiers écrits
En 1928, à l'âge de 17 ans, il fait des études de philosophie à l’université de Bucarest, et ses premiers travaux portent sur Kant, Schopenhauer et, tout particulièrement, sur Nietzsche. Il est également très influencé par la lecture de Spengler. Il obtient sa licence le 23 juin 1932 avec la mention magna cum laude et entame une thèse sur Henri Bergson, qu'il ne mènera jamais à terme. Cioran a ensuite rejeté les préceptes philosophiques de ce dernier, jugeant qu'il n'a pas compris la tragédie de la vie. Durant cette période et jusqu'à ce qu'il quitte définitivement la Roumanie, il collabore à plusieurs revues : Gândirea (ro), Discobolul, Floarea de foc (Fleur de feu), Azi (Aujourd'hui) ou encore Calendarul (Le Calendrier, de tendance gardiste). En 1933, il bénéficie d'une bourse et s'inscrit à l'université de Berlin.
À 22 ans, il publie Sur les cimes du désespoir, son premier ouvrage, avec lequel il s'inscrit, malgré son jeune âge, au panthéon des grands écrivains roumains. Après deux années de formation à Berlin, il rentre en Roumanie, où il devient professeur de philosophie au lycée André-Saguna (ro) de Brașov pendant l'année scolaire 1936-1937. Professeur atypique, ses cours consistaient principalement à provoquer ses élèves, qui l'avaient surnommé « le fou dément ». Cioran se vantait qu'aucun de ses élèves n'ait réussi le baccalauréat de philosophie.
Comme la plupart des intellectuels de sa génération, il assiste, en compagnie de Mircea Eliade, à l'ascension du mouvement fascisant et antisémite de la Garde de fer, combattu par la police du régime parlementaire. Une ambiance de guerre civile s'installe alors dans le pays, nationalisme xénophobe ultra-chrétien d'un côté (la Garde de fer elle-même s'affichant comme chrétienne), laïcité démocrate de l'autre. La Garde de fer fait appel aux anciennes traditions roumaines, aux valeurs de la paysannerie longtemps opprimée par les Empires étrangers voisins ; la monarchie s'inspire plutôt des valeurs de l'Occident. En 1936, Cioran publie La Transfiguration de la Roumanie (Schimbarea la față a României) où il développe une pensée passablement influencée par les thèses de la Garde de fer (qui cultive une aura de martyre patriotique car la police tire sans sommation sur ses rassemblements). La même année, il publie Le Livre des leurres (Cartea amăgirilor), pendant spirituel de Transfiguration selon certains, et qui reçoit une recension négative de Mihail Sebastian.
Il écrit en 1937, dans son troisième ouvrage, Des larmes et des saints, qui fait scandale dans son pays : « Les Hongrois nous haïssent de loin tandis que les Juifs nous haïssent au cœur même de notre société » et « Le Juif n’est pas notre semblable, notre prochain, et, quelle que soit l’intimité entretenue avec lui, un gouffre nous sépare. » Bien plus tard, il biffera ces passages pour l’édition française. Le livre est refusé par son éditeur Vremea et est finalement publié à compte d'auteur. Les critiques qu'il reçoit sont mauvaises, à l'exception d'une lettre de Jeni Acterian (ro).

### Période française

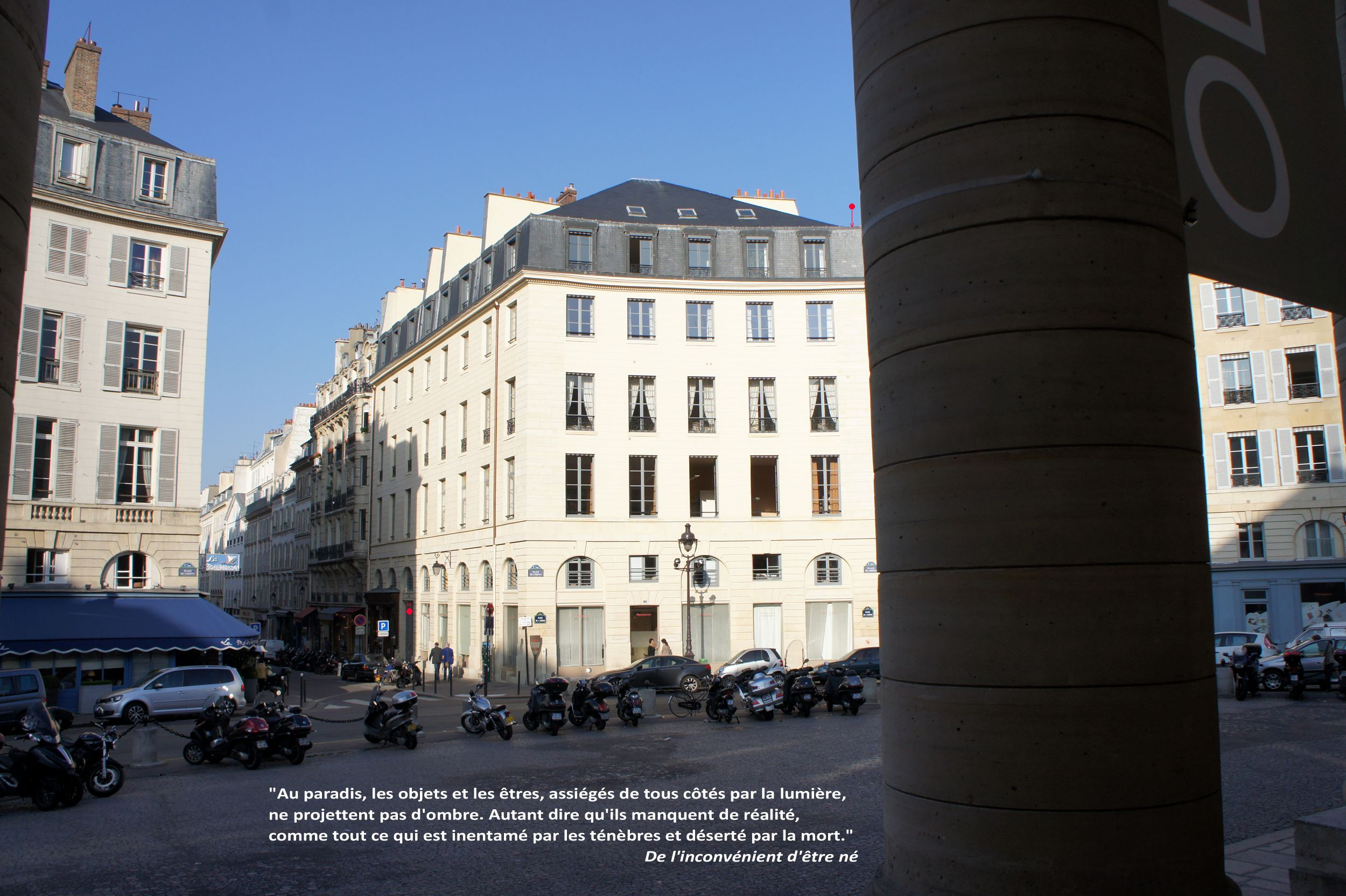
Le 21, rue de l'Odéon (point rouge).

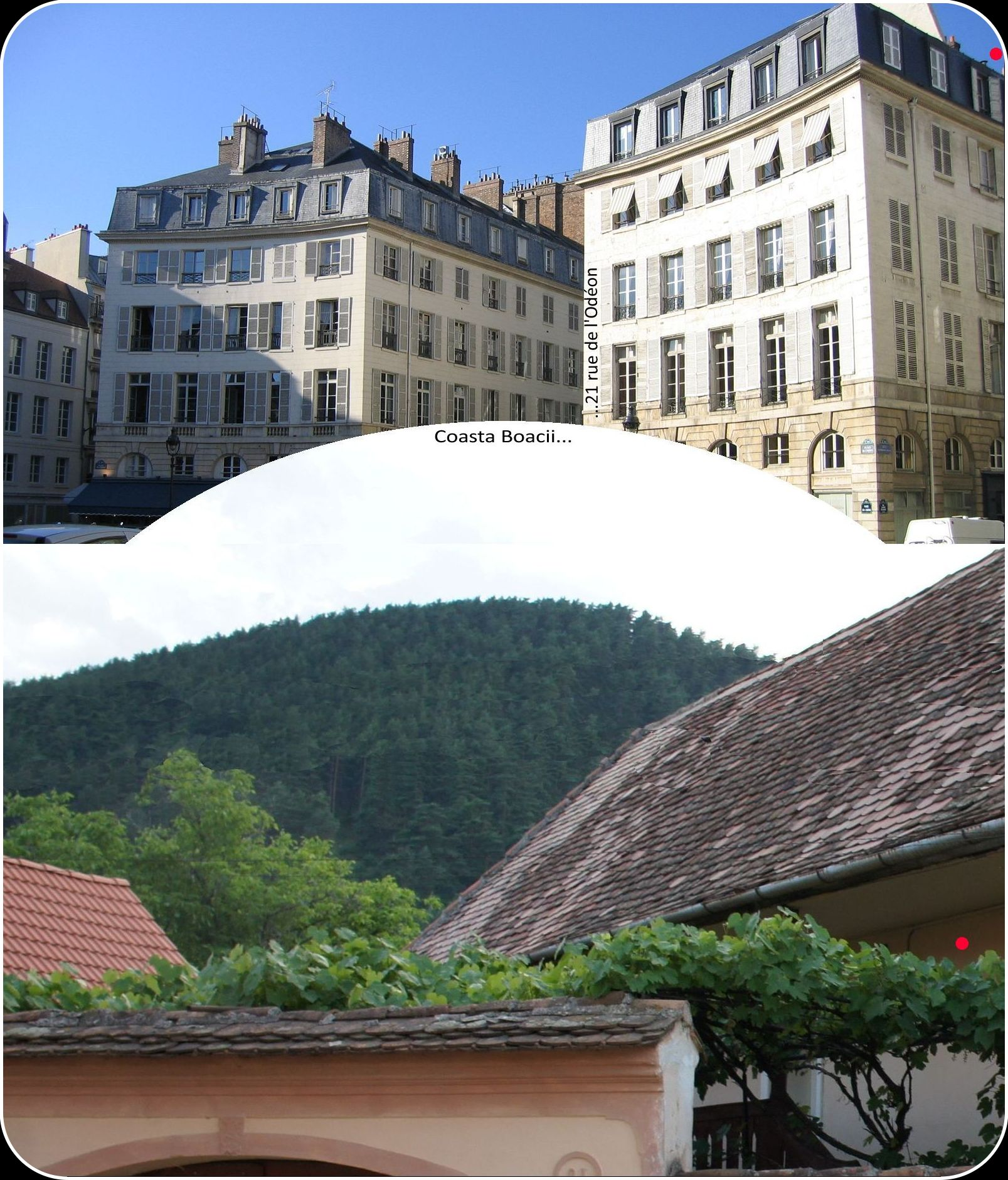
De la Coasta Boacii à la rue de l'Odéon.

#### Avant-guerre (1937-1939)
Arrivé en France à la fin de l'automne 1937 comme boursier de l’Institut français de Bucarest, Emil Cioran s'installe à l'hôtel Marignan, 13 rue Du Sommerard. Son installation en France est définitive. Cependant, Cioran effectue encore deux séjours en Roumanie, un premier durant l'automne 1939, et un second entre novembre 1940 et fin février 1941.
Durant les premières années qu'il passe à Paris, Cioran continue à s'intéresser à la politique, notamment aux mouvements d'extrême droite comme le PPF de Doriot, « le meilleur d'entre les nationalistes, avec des aptitudes de chef ».
Pour lutter plus fermement contre la Garde de fer, le roi Carol II instaure un régime autoritaire, faisant arrêter et exécuter Corneliu Codreanu (le fondateur de la Garde de fer) en novembre 1938. Les « légionnaires » (comme se font appeler ses membres) poursuivent les attentats, en assassinant des ministres, des professeurs, des banquiers, des Juifs.

#### Occupation (1940-1944)
Après l’effondrement de la France qui avait offert sa protection à la Roumanie par le traité du 13 avril 1939, un coup d'État largement favorisé par l’Allemagne nazie renverse Carol II en octobre 1940 et met au pouvoir la Garde de fer et le maréchal Antonescu qui s'auto-proclame « Pétain roumain ». La France du régime Pétain et la Roumanie du régime Antonescu restent alliées… mais cette fois dans le camp de l’Axe : la bourse de Cioran est donc maintenue, il peut rester à Paris pour y terminer sa thèse. Le sujet de celle-ci varie : portant d'abord sur l'extase et l'intuition, et la filiation Plotin-Maître Eckhart-Henri Bergson, le sujet se tourne ensuite vers Nietzsche et Kierkegaard, pour enfin porter sur l'antagonisme entre conscience et vie chez Nietzsche. Cioran obtient chaque année les recommandations nécessaires pour le renouvellement de sa bourse, notamment grâce à l'appui d'Alphonse Dupront, directeur de l'Institut français de Bucarest. En réalité, il ne travaille pas à sa thèse, et consacre son temps à sillonner la France à bicyclette, et à améliorer son français. En 1940, il publie son dernier livre dans sa langue maternelle, Le Crépuscule des pensées (Amurgul gandurilor).
À l'automne 1940, la bourse s’arrête, ce qui motive sans doute le retour de Cioran en Roumanie pour quelques mois. Il en profite également pour rééditer la Transfiguration de la Roumanie, et écrit un éloge de Codreanu (« Le Profil intérieur du capitaine » publié le 25 décembre 1940 dans Glasul stramosesc). Cioran obtient un poste d'attaché culturel à Vichy, accordé le 3 janvier par Horia Sima. À partir du 21 janvier 1941, la situation devient dangereuse pour Cioran, Antonescu ayant éliminé la Garde de Fer (dont Cioran était de notoriété publique un partisan) avec l'appui de Hitler. Pour autant, son poste est maintenu, de son retour en France fin février jusqu'en juin 1941, date à laquelle Cioran est destitué. À partir de cette date, ses sources de revenus sont mal connues, en dehors de l'aide que lui apporte sa famille. Il semble se désintéresser peu à peu de la politique. C'est durant cette période qu'il rédige le Bréviaire des vaincus (Indreptar Patimas, qui paraît pour la première fois en français, dans la traduction d'Alain Paruit, en 1993), et De la France, qui est édité après sa mort.
Installé à Paris rue Racine, Cioran va manger au Foyer International, une maison d'étudiantes sur le boulevard Saint-Michel. C'est là que le 18 novembre 1942, il rencontre Simone Boué, qui devient sa compagne jusqu'à la fin de sa vie. Simone Boué prépare alors l'agrégation féminine d'anglais, qu'elle réussit en 1945. Elle prend d'abord son poste à Mulhouse, puis elle obtient plusieurs mutations grâce à un ami de Cioran. Elle travaille successivement à Orléans, puis au lycée Hoche de Versailles, au lycée Michelet, à Fénelon, et enfin au lycée Montaigne en classes préparatoires. C'est Simone Boué qui, à l'exception du Précis de décomposition pour lequel Cioran avait engagé une dactylo, tapa à la machine tous les textes de Cioran. Il semblerait aussi que le ménage ait principalement vécu des revenus de Simone Boué.

#### Après-guerre (1945-1995)
Les communistes prennent le pouvoir en Roumanie à l’issue de la Seconde Guerre mondiale. Les livres de Cioran sont alors interdits. Lui-même, compromis par ses activités légionnaires, reste à Paris jusqu’à la fin de son existence, vivant assez pauvrement. Lors de l'été 1947, qu'il passe à Dieppe, Cioran essaye de traduire les poèmes de Stéphane Mallarmé en roumain. Considérant finalement l'entreprise comme vaine, il décide d'écrire ses œuvres suivantes en français. En réalité, cet épisode auquel il a donné tant d'importance dans ses entretiens fut précédé de plusieurs signes qui annonçaient l'abandon du roumain : l'écriture de deux articles dans Comœdia en 1943, et la rédaction des Exercices négatifs (première version du Précis de décomposition) en 1946.
Avec l'adoption du français, qui sera comme une « seconde naissance », les obsessions majeures de Cioran restent les mêmes, mais son style change, comme il l'écrit lui-même : « Il n’y a pas de progression dans ce que j’écris. Mon premier livre contient déjà virtuellement tout ce que j’ai dit par la suite. Seul le style diffère. » Désormais, son écriture apparaît autant classique, surtout dans la syntaxe, dans la grande tradition rhétorique des moralistes français des XVIIe et XVIIIe siècles, que viscérale ou organique, entre raison et passion, clarté et paradoxe, l'adoption du français étant pour lui comme une « thérapeutique » : « La langue française m’a apaisé comme une camisole de force calme un fou. »
Cioran s'attelle dès lors à la rédaction du Précis de décomposition. Avant sa publication en 1949 aux éditions Gallimard, le Précis lui demande plusieurs réécritures. Cioran demande les conseils de plusieurs Français à ce sujet. À sa sortie, le livre fait l'objet d'une recension élogieuse par Maurice Nadeau dans Combat, et reçoit le prix Rivarol (dont le jury est composé d'André Gide, Jules Romains, Jules Supervielle et Jean Paulhan). En 1965, Cioran s’avoue dans ses Cahiers : « Je suis renversé à quel point le Précis est un livre destructeur. Il faut plus de courage pour le lire que pour l’écrire… »
À Paris, il a l'occasion de fréquenter des penseurs et des écrivains tels que Eugène Ionesco, Mircea Eliade, Paul Celan, Stéphane Lupasco, Samuel Beckett, Henri Michaux, Constantin Tacou, Fernando Savater, Gabriel Matzneff, Frédérick Tristan, Roland Jaccard, Vincent La Soudière ou Gabriel Marcel. Il fréquente également l'écrivain collaborationniste Lucien Rebatet, dont l'épouse Véronica est roumaine, ou Armel Guerne, avec qui il entretint une longue correspondance, partiellement éditée par la suite.
Refusant les honneurs, il décline entre autres le Grand prix de littérature Paul-Morand décerné par l’Académie française. Son œuvre, essentiellement composée de recueils d’aphorismes, marquée par l’ascétisme et l’humour, connaît un succès grandissant : « J’ai connu toutes les formes de déchéance, y compris le succès. » 
En 1981, une admiratrice allemande du nom de Friedgard Thoma rentre en contact avec Cioran. Ils entretiennent ensuite une correspondance qui se transforme en relation amoureuse à distance après que celle-ci lui a envoyé sa photographie. Cioran profite d'une absence de Simone Boué pour faire venir l'Allemande de 35 ans chez lui (il en a 70). Leur relation dure quatre mois. En 2001, F. Thoma décide de publier en allemand leur correspondance (Um nichts in der Welt), mais se heurte à l'opposition des ayants droit et de la maison Gallimard,.

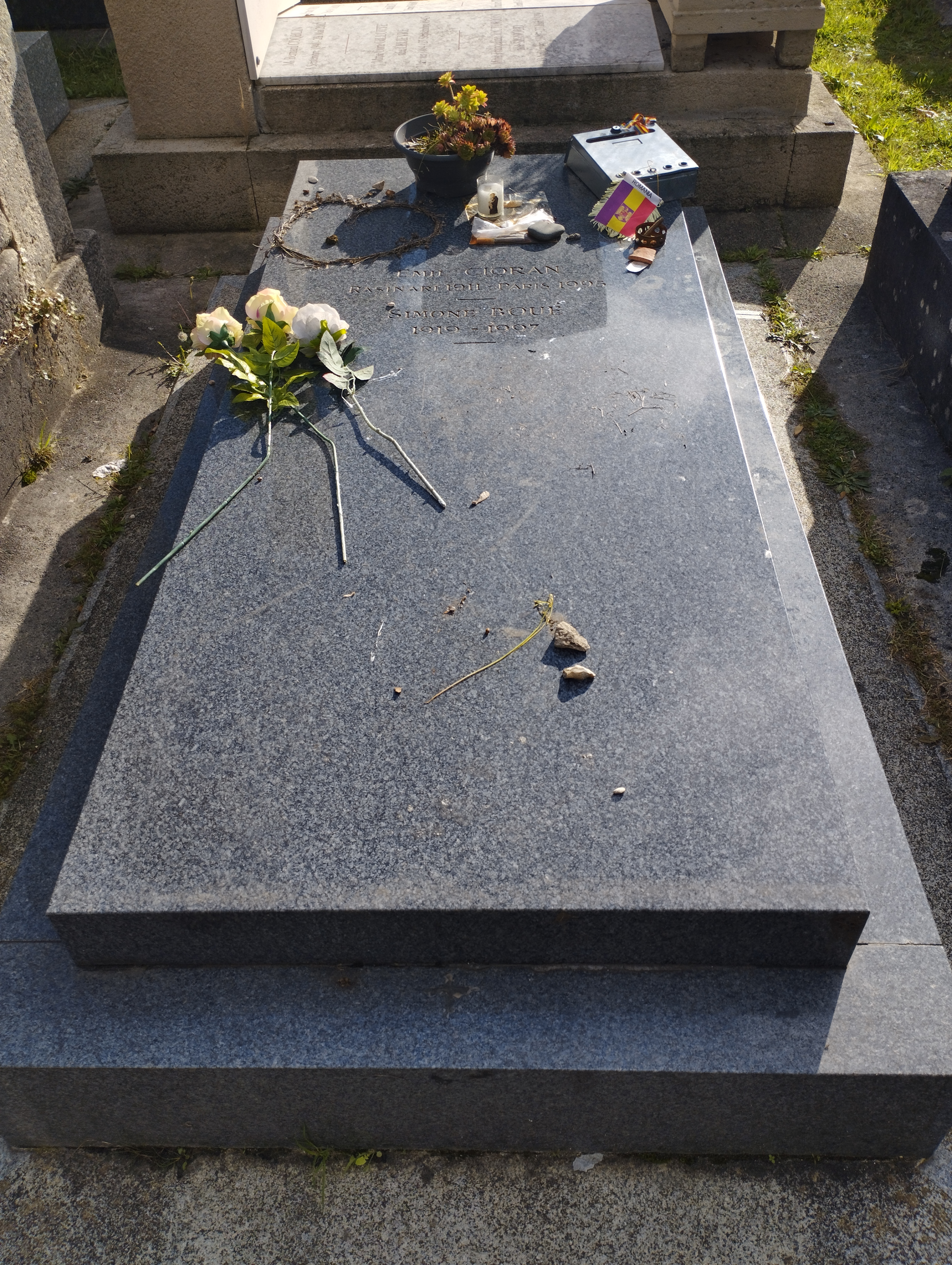
Tombe d'Emil Cioran au cimetière du Montparnasse (division 13).

L'œuvre de Cioran, ironique et apocalyptique, est marquée du sceau du pessimisme, du scepticisme et de la désillusion. Cioran, malgré sa renommée en Roumanie, ne connaît le succès que très tardivement en France, avec les Exercices d'admiration (1986). C'est à partir de ce moment-là que Gallimard le publie sous le nom de Cioran, et plus de E.M. Cioran. En 1987, il publie son ultime ouvrage, Aveux et anathèmes, puis se résigne au silence, comme il le confie à Vincent La Soudière. Toujours obsédé par l'idée du suicide, dont la tentation le maintient en vie (« Sans l’idée de suicide, je me serais tué depuis toujours », écrivait-il dans Syllogismes de l'amertume), il meurt huit années plus tard, en 1995, atteint de la maladie d'Alzheimer.
Il est inhumé au cimetière du Montparnasse (division 13).
Simone Boué meurt noyée le 11 septembre 1997 au large de la Vendée après avoir mis en ordre le tapuscrit des Cahiers. Benjamin Ivry, rappelant que Simone Boué souffrait d'une polyarthrite rhumatoïde, conteste l'hypothèse d'un suicide, et estime qu'elle s'est noyée accidentellement.

## Pensée de Cioran
L'œuvre de Cioran comporte des recueils d'aphorismes ironiques, tels que De l'inconvénient d'être né ou Syllogismes de l'amertume, pour ses œuvres les plus connues, mais on peut aussi y trouver des textes plus longs et plus détaillés.
D'une façon générale, l'œuvre de Cioran est surtout marquée par son refus de tout système philosophique. Bien plus qu'un simple pessimisme, son scepticisme philosophique demeure probablement son caractère le plus marquant. Cioran, dont les écrits sont très sombres, fut d'ordinaire un homme plutôt gai et de très bonne compagnie. Il déclare avoir passé sa vie à recommander le suicide par écrit, mais à le déconseiller en paroles car, dans le second cas, il faisait face à des interlocuteurs de chair et de sang. Tout en conseillant et déconseillant paradoxalement la solution du suicide, il affirme qu'il existe une supériorité de la vie face à la mort : celle de l'inconnu qui n'est fondée sur rien de logique ou de cohérent et ne fournit pas l'ombre d'un argument justifiant que l'on s'y accroche ou s'y maintienne. Au contraire, la finalité de la mort, elle, demeure toujours claire et certaine. Selon Cioran, seul le mystère de la vie et la curiosité qu'elle suscite constituent une raison de continuer à vivre. Toute son œuvre entretient « un rapport intense et complexe avec l’éternité ».
On peut accuser Cioran d'avoir pris dans ses écrits une « pose » de désespoir, mais il sembla profondément attristé voire sincèrement déçu de n'avoir pu clairement établir un système de pensée qui donnât véritablement un sens à sa vie alors que dans sa jeunesse il fut extrêmement passionné… mais, alors et selon toute évidence, manifestement empêtré dans l'erreur.
Le cheminement littéraire de Cioran et son trajet spirituel ont, semble-t-il, trois points de repère majeurs (selon Liliana Nicorescu) : « la tentation d'exister » en tant que Roumain ou juif. Dès lors, ni sa roumanité réfutée ni sa judéité manquée ne pouvaient lui offrir la moindre consolation pour l'humiliation ou « l'inconvénient d'être né ».

« Le scepticisme est presque le point central de mes interrogations. Qui voudrait écrire quelque chose de correct sur moi devrait analyser la fonction qu'il a remplie dans l'ensemble de mes préoccupations et de mes hantises. »

— Cioran, (Cahiers 1957-1972, p.866)

### Rapport à la philosophie
Cioran a exprimé à plusieurs reprises son aversion pour les systèmes et le jargon philosophiques. Néanmoins, il a exprimé dans les années 1970 le regret de ne pouvoir « retourner à la philosophie ».
Cioran s'inscrit dans l'histoire de la philosophie à travers un usage philosophique de l'aphorisme. Dans son ouvrage Une philosophie en archipel, Lucas Depierre classe Cioran au sein de ce qu'il appelle la branche "métaphysicienne" du moralisme français incarnée par des figures comme Blaise Pascal ou Joseph Joubert. Sa pensée du temps a été aussi mise en comparaison, par Depierre, avec celle de Nietzsche et de l'éternel retour.
Il a également critiqué plusieurs figures majeures de la philosophie du XXe siècle, notamment Jean-Paul Sartre, qu’il qualifiait d’« entrepreneur d’idées » pour souligner sa production intellectuelle prolifique mais, selon lui, déconnectée de toute expérience du doute radical. À ses yeux, Sartre incarnait une philosophie de l’engagement, orientée vers l’action et les causes, là où lui-même privilégiait la lucidité tragique et le retrait.

### Salut par l'esthétique
Condamné à la lucidité et au reniement permanent, Cioran trouvera un sursis existentiel dans la voie de l'esthétisme et l'écriture, soit romanesque soit poétique. Ainsi reprendra-t-il clairement alors le thème de l'illusion vitale (Nietzsche). L'attention soutenue au style de son écriture, le goût prononcé pour la prose et les aphorismes deviennent alors des moteurs assurant sa vitalité. Aussi s'éloignera-t-il des idées pures, perdant parfois son lecteur, ou l'obligeant plutôt à ne pas tout comprendre. La poésie devient autant un moyen de traduire sa pensée qu'un sursis ou remède temporaire face à sa lucidité. « Elle a — comme la vie — l'excuse de ne rien prouver. »

Tentative qu'il jugera honteuse, trop vivifiante, détestable parfois, mais Cioran s'y laissera pourtant conduire. Comme tant d'autres auteurs, il acceptera ce paradoxe de sa pensée. Lucide, il perçoit aussi l'imposture du nihiliste qui est encore vivant : 

« Exister équivaut à un acte de foi, à une protestation contre la vérité. »

Si Cioran doit survivre aux vérités irrespirables, s'il est donc obligé de croire en quelque chose, il choisit délibérément l'art ou ce qu'il qualifiera d'illusion souveraine. Pour échapper à la mort et au vide existentiel qu'il appréhende quotidiennement autour de lui, il choisit l'écriture comme une porte de secours. Semblable à la figure moderne de l'artiste maudit, auteur peu lu et presque méconnu de son vivant — malgré l'estime du milieu littéraire —, Cioran continuera incessamment d'écrire. Sa philosophie est une « philosophie du voyeur » qu'il souhaite esthétiquement salvatrice selon la définition de Rossano Pecoraro dans La filosofia del voyeur. Estasi e Scrittura in Emile Cioran.
Cioran s'était imposé une maîtrise rigoureuse de sa langue d'adoption : « Cioran maniait la langue française avec l’habilité d’un horloger de l’âme et la précision d’un chirurgien qui extrait un morceau de chair à vif. »

### Ascétisme
À Paris, Cioran vécut d'abord à l'hôtel Marignan, au 13 de la rue Du Sommerard, dans le 5e arrondissement de Paris. C'est dans le Quartier latin, celui de la Sorbonne, qu'il résidera jusqu'à sa mort. Dans ses écrits, il relatera ses fréquentes déambulations nocturnes dans les rues de Paris et les longues nuits de solitude et d'insomnies passées dans de minuscules chambres d'hôtel. Puis plus tard, ce sera celles de ses chambres de bonne, unique tour d'ivoire où il se réfugiera pendant de longues années. Il reste pauvre, décidé à « ne plus jamais travailler autrement que la plume à la main ». Alors il se promène simplement au jardin du Luxembourg bénéficiant parfois de l'aide matérielle de rares amis qui lui permettent de prendre ses repas au restaurant universitaire, duquel il sera ensuite exclu vers l'âge de 40 ans.
Souffrant de gastrite, Cioran suivait un régime alimentaire strict, à base de légumes cuits à la vapeur et de céréales complètes. Simone Boué, sa compagne, faisait ses courses au marché et à La Vie claire. Celle-ci raconte également que Cioran avait un goût immodéré pour la randonnée, la bicyclette et le travail manuel (bricolage et jardinage).
Ces menus détails sur son vécu quotidien parsèment son œuvre et son discours, mais Cioran ne s’apitoie nullement sur l'aspect sordide de sa condition. Il le décrit simplement comme une sorte de cheminement ou de combat qui l'accompagnent autant dans ses écrits que dans son existence ou comme, en quelque sorte, un « état d'esprit qui le maintient constamment en vie ».
Pour Cioran, il ne s'agit plus seulement de comprendre ou de savoir — à la manière du professeur d'université — mais surtout de sentir désormais toutes les vicissitudes de l'existence humaine. Dans la solitude, le dénuement matériel et ce retrait des divertissements modernes, s'établit alors une démarche philosophique/spirituelle comparable à l'ascétisme proposé par le bouddhisme. Ainsi, Cioran raconta que, alors qu'il était étudiant en Allemagne, il prit ses distances avec la fureur nazie en se réfugiant dans « l'étude du bouddhisme » (Entretien à Tübingen), les Cyniques ou Diogène de Sinope[réf. à confirmer].

### Rapport à la religion
La position religieuse de Cioran peut être caractérisée comme une quête agnostique. Bien qu’élevé dans la tradition orthodoxe, il s’en est progressivement détaché pour adopter une vision sceptique, nourrie par la philosophie occidentale et ses propres expériences intérieures. 
Dans ses œuvres, notamment Des larmes et des saints (1937) et La Tentation d'exister (1956), il explore la tension entre le besoin de croire et l’impossibilité d’adhérer à une foi révélée. Il accorde une grande place à la figure mystique, qu’il admire autant qu’il en redoute l’irrationalité. S’il rejette les dogmes, Cioran n’en reste pas moins fasciné par le sentiment religieux, qu’il considère comme une expression tragique du vide métaphysique.

## Critiques et politiques
Sur le plan politique, ses « errements de jeunesse, pas pires que ceux de Sartre et de tant d’autres admirant Staline ou Mao », disait-il en 1980, lui valurent d’être accusé d’avoir été « convaincu de la justesse de l’idéologie nazie » et d’avoir « soutenu la Garde de fer »,. Dans ses Cahiers, il explique en 1965 : « J’ai fini presque toujours par adopter les opinions de ceux que j’avais combattus. (L’Iron Guard, que j’avais détestée au début, devint pour moi de phobie obsession.) »
On peut également signaler que Cioran est un admirateur de l'écrivain Gabriel Matzneff. Dans son livre Le Consentement, Vanessa Springora fait part d'une rencontre avec Cioran, en 1986, alors qu'elle est âgée de 14 ans. Au moment de cette rencontre, elle est dans un état désespéré très grave, lié à la relation d'emprise que Matzneff entretient avec elle. Elle est venue chercher de l'aide auprès de Cioran, ce qu'elle ne reçoit pas, et se voit enjoindre de se soumettre :

« Vous l'aimez, vous devez accepter sa personnalité. G. ne changera jamais. C'est un artiste, un très grand écrivain, le monde s'en rendra compte un jour. Ou peut-être pas, qui sait ? Vous l'aimez, vous devez accepter sa personnalité. G. ne changera jamais. C'est un immense honneur qu'il vous a fait en vous choisissant. Votre rôle est de l'accompagner sur le chemin de la création, de vous plier à ses caprices aussi. (...) sacrificiel et oblatif, voilà le type d'amour qu'une femme d'artiste doit à celui qu'elle aime. »

## Attitude envers les institutions
Engagé comme professeur de philosophie en Roumanie, il obtient presque 100 % d'échec pour ses étudiants ce dont il est, paraît-il, assez fier.
Inscrit en thèse de doctorat dans le seul but d'obtenir une bourse pour s'installer à Paris, il passe le plus clair de son temps à parcourir la France à bicyclette. C'est d'ailleurs ce qu'il écrit chaque année dans le compte rendu de ses recherches, obligatoire pour maintenir sa bourse d'études.

Cioran refusa tous les prix littéraires (Sainte-Beuve, Combat, Nimier, Morand, etc.) à l’exception du prix Rivarol en 1949, acceptation qu'il justifia ainsi : 

« je n'avais même plus de quoi manger et payer le loyer : sans Rivarol je serais devenu un vagabond, or mendier est un métier dont j'ignore les ficelles. »

## Œuvres

### Manuscrits
À l’origine du fonds Cioran conservé à la Bibliothèque littéraire Jacques Doucet se trouve Simone Boué, la compagne de l’auteur, qui manifesta sa volonté de faire don de ces archives par une lettre du 25 février 1995, adressée à la Chancellerie des Universités de Paris. Elle se réjouissait de placer ainsi ces documents « sous la protection morale et intellectuelle » de la bibliothèque. La donation s'effectua en trois étapes. Décidé en 1994, le transfert du fonds débuta à la fin de cette même année et se poursuivit en 1995, du vivant d'Emil Cioran alors atteint de la maladie d’Alzheimer, puis en 1996 sous la surveillance de Simone Boué. Le frère de cette dernière, décédée en septembre 1997, remit enfin à la BLJD d’autres documents et des objets destinés à rejoindre le fonds en 1998.
Après la mort de Simone Boué, une série de manuscrits (environ 30 cahiers) écrits par Cioran ont été retrouvés lors du débarras de l'appartement. Ils contiennent en particulier tous les cahiers de son journal à partir de 1972, soit l'année où les Cahiers déjà publiés s'arrêtent. Alors qu'ils allaient être vendus aux enchères à Drouot, en décembre 2005, la Chancellerie des Universités de Paris a réussi à bloquer la vente et à réclamer dans la foulée la restitution de ces cahiers censés lui revenir en raison du legs fait par la « veuve » de l'écrivain. Le 14 mars 2011, la cour d'appel de Paris a confirmé que la brocanteuse qui était à l'origine de la découverte des manuscrits en était la légitime propriétaire,.
Le 25 mars 2022, le ministre roumain de la Culture, Lucian Romașcanu, a signé un contrat pour l'achat d'un manuscrit ayant appartenu à Emil Cioran : Aveux et anathèmes, 1986, exemplaire unique.

## Documentaires
- Emil Cioran : Un siècle d'écrivains, France 3[61].
- Emil Michel Cioran : Chemins obscurs vers la sagesse (1911-1995), Christine Goémé, France Culture, 1995[62].

## Culture populaire
- Dans le jeu vidéo Metal Gear Solid V: The Phantom Pain, le jeu commence par une de ses réflexions : « On n'habite pas un pays, on habite une langue. Une patrie, c'est cela et rien d'autre. »

#### Études
- Jean-Pierre Chopin, « Urgence valéryenne ou Cioran face à ses idoles », Les Temps modernes, no 489,‎ avril 1987.
- Mariana Sora et Cioran, Cioran jadis et naguère : Entretien à Tübingen, Paris, Éditions de l'Herne, coll. « Méandres », 1988, 104 p. (ISBN 978-2-85197-203-3, OCLC 20078467).
- Sylvie Jaudeau, Cioran ou le dernier homme, Paris, José Corti, 1990 (réimpr. 2001), 173 p. (ISBN 978-2-7143-0394-3, OCLC 24378218).
- Emil Cioran et Sylvie Jaudeau, Entretiens avec Sylvie Jaudeau, Paris, José Corti, coll. « En lisant en écrivant », 1990.
- Philippe Tiffreau, Cioran ou la dissection du gouffre, Paris, Henri Veyrier, 1991.
- Gabriel Liiceanu (trad. Alexandra Laignel-Lavastine), Itinéraires d'une vie : E.M. Cioran ; suivi de, Les continents de l'insomnie : entretien avec E.M. Cioran, Paris, Michalon, 1995, 143 p. (ISBN 978-2-84186-006-7, OCLC 33391678).
- Mario Kopić, Emil M. Cioran - fanatik brez prepričanja. Emile Cioran: Zgodovina in utopija, Ljubljana, Cankarjeva založba, 1996.
- Norbert Dodille et Gabriel Liiceanu, Lectures de Cioran, Paris, France, L'Harmattan, coll. « Culture et diplomatie françaises », 1997, 107 p. (ISBN 978-2-7384-5277-1, OCLC 37144044, lire en ligne).
- Patrice Bollon, Cioran, l'hérétique, Paris, Gallimard, 1997, 307 p. (ISBN 978-2-07-074382-7, OCLC 38091095).
- Rossano Pecoraro, La Filosofia del voyeur. Estasi e scritura in Emile Cioran, Il Sapere, 1998,  (ISBN 978-8881190751).
- Jean-Philippe Robert, Cioran : Pyrrhon des temps modernes, mémoire de DEA Philosophie-Histoire des Idées, université de Nice Sophia-Antipolis, ss la dir. de C. Rosset, 1998
- (ca) Joan M. Marín, E.M. Cioran, l'escriptura de la llum i el desencant, Valence, 7 i Mig, coll. « Xènius, » (no 1), 1999, 126 p. (ISBN 978-84-95043-56-6, OCLC 433108605).
- Michel Jarrety, La Morale dans l'écriture. Camus, Char, Cioran, Paris, Presses universitaires de France, 1999.
- Joan M. Marín, Cioran o el laberinto de la fatalidad, València, Ed. Alfons el Magnànim, 2001
- Nicole Parfait, Cioran ou le défi de l’être, Paris, Éditions Desjonquères (La mesure des choses), 2001
- Armel Guerne, Lettres de Guerne à Cioran, 1955-1978, Paris, Éditions Le Capucin, 2001
- George Bălan (avant-propos et chronologie de Alain Cophignon), Emil Cioran. La lucidité libératrice ?, Éditions Josette Lyon, 2002 [avec trois lettres inédites de Cioran à l'auteur], 234 p.
- Cioran, Eliade, Ionesco. L'oubli du fascisme, Paris, Presses universitaires de France, 2002
- (ro) Ion Vartic, Cioran naiv și sentimental, Cluj, Biblioteca Apostrof, 2002
- Simona Modreanu, Le Dieu paradoxal de Cioran, Paris, Éditions du Rocher, 2003
- Rossano Pecoraro, A filosofia negativa de Cioran, « O que nos faz pensar », 2003
- Mario Andrea Rigoni, In compagnia di Cioran, il notes magico, Padoue, 2004 (rééd. La scuola di Pitagora, Naples, 2011).
- Simona Modreanu, Cioran, Paris, Oxus, coll. « Les étrangers de Paris. Les Roumains », 2004
- Nancy Huston, Professeurs de désespoir, Paris, Éditions Actes Sud, 2004
- Rossano Pecoraro, Cioran, a filosofia em chamas, Porto Alegre, EDIPUCRS, 2004
- Giovanni Rotiroti, Il demone della lucidità. Il «caso Cioran» tra psicanalisi e filosofia, Soveria Mannelli, Catanzaro, Rubbettino, 2005
- Roland Jaccard, Cioran et compagnie, Paris, Presses universitaires de France, 2005
- Nicolas Cavaillès, Le Corrupteur corrompu : Barbarie et méthode de l'écriture de Cioran, Paris, Éditions Le Manuscrit, 2005
- Sylvain David, Cioran. Un héroïsme à rebours, Montréal, Presses de l'Université de Montréal, 2006
- Aymen Hacen, Le Gai Désespoir de Cioran, (essai sur le tragique en littérature), éd. Miskiliani, Tunis, Tunisie, 2007
- Ciprian Valcan, La concurrence des influences culturelles françaises et allemandes dans l'œuvre de Cioran, București, ICR, 2008
- Marius Dobre, Certitudinile unui sceptic - Emil Cioran, Bucarest, Editura Trei, 2008
- Mario Andrea Rigoni, Cioran dans mes souvenirs (tra. M. Orcel), PUF, Paris, 2009.
- Cahier Cioran, Éditions de L'Herne, no 90, dirigé par Laurence Tacou et Vincent Piednoir, 2009
- Abad Alfredo, Herrera Liliana, Cioran en Perspectivas, Universidad Tecnológica de Pereira. Colombia, 2009.
- Dossier Cioran  dans la revue Alkemie, no 6, décembre 2010
- Stéphane Barsacq, Cioran : éjaculations mystiques, Paris, Seuil, 2011, 149 p. (ISBN 978-2-02-099297-8, OCLC 717337791)
- Pierre-Emmanuel Dauzat et Yun-Sun Limet (dir.), Cioran et ses contemporains, Pierre-Guillaume de Roux, 2011.
- Le Magazine littéraire consacre un dossier spécial Cioran dans le numéro 508 (mai 2011)
- Dumitra Baron, Variations po(ï)étiques – Les matériaux intertextuels anglo-américains dans l'œuvre de Cioran, Sibiu, Cluj-Napoca, Editura InfoArt Media, Editura MEGA, 2011, 375 p.  (ISBN 978-606-543-158-4) ;  (ISBN 978-606-8341-03-3).
- Magda Jeanrenaud, Les Réticences de la traduction. Comment on (n)'a (pas) traduit en français les œuvres roumaines de Cioran, in La Traduction là où tout est pareil et rien n’est semblable, avec une préface de Claude Hagège, p. 297-329, 2012
- Vincent Piednoir (préf. Jacques Le Rider), Cioran avant Cioran : histoire d'une transfiguration, Marseille, Éditions Gaussen, 2013, 223 p. (ISBN 978-2-35698-036-6)
- Mara Magda Maftei, Cioran et le rêve d'une génération perdue, Paris, L'Harmattan, coll. « Ouverture Philosophique », 2013
- Dumitra Baron, À travers le verbe - Cioran ou la hantise de la perfection, București, Editura Muzeul Literaturii Române, 2014, 198 p.  (ISBN 978-973-167-245-8).
- Aurélien Demars (dir.), Nicolas Cavaillès (dir.), Caroline Laurent (dir.) et Mihaela-Gențiana Stănișor (dir.), Cioran, archives paradoxales : Nouvelles approches critiques, t. I, Paris, Classiques Garnier, 2015
- Aurélien Demars (dir.) et Mihaela-Gențiana Stănișor (dir.), Cioran, archives paradoxales : Nouvelles approches critiques, t. II, Paris, Classiques Garnier, 2015
- Mara Magda Maftei, Un Cioran Inédit, Pourquoi intrigue-t-il ?, Fauves Édition, Yves Michalon Éditeur, 2016
- Aurélien Demars (dir.) et Mihaela-Gențiana Stănișor (dir.), Cioran, archives paradoxales : Nouvelles approches critiques, t. III, Paris, Classiques Garnier, 2017
- Alain Lesimple, Cioran et la rupture poétique, Bookelis, 2017
- Aurélien Demars (dir.) et Mihaela-Gențiana Stănișor (dir.), Cioran, archives paradoxales : Nouvelles approches critiques, t. IV, Paris, Classiques Garnier, 2018
- Mihaela-Gențiana Stănișor, La Moïeutique de Cioran. L'expansion et la dissolution du moi dans l'écriture, Paris, Classiques Garnier, coll. « Études de littérature des XXe et XXIe siècles », 2018
- François Demont, « Emil Cioran. Une scénographie hagiographique du changement de langue », dans Olga Anokhina et Alain Ausoni, Vivre entre les langues, écrire en français, Paris, éditions des archives contemporaines, coll. « Multilinguisme, traduction, création» », décembre 2019, p. 121-133 (ISBN 9782813003249, présentation en ligne)
- Pierre Nepveu, « Cioran ou la maladie de l’éternité », Études françaises, vol. 37, no 1,‎ 2001, p. 11-21 (lire en ligne)
- Aurélien Demars (dir.) et Mihaela-Gențiana Stănișor (dir.), Cioran, archives paradoxales : Nouvelles approches critiques, t. V, Paris, Classiques Garnier, 2021
- Aurélien Demars (dir.) et Mihaela-Gențiana Stănișor (dir.), Cioran, archives paradoxales : Nouvelles approches critiques, t. VI, Paris, Classiques Garnier, 2022
- Julien Santa Cruz, Cioran ou la tentation du nazisme, Paris, Imago, 2023
- Mario Andrea Rigoni: Mein Freund Cioran. Einübungen ins Bewundern. Traduit par Franziska e Hans Raimund. Löcker Verlag/ Wien 2024

#### Autres
- Irmeli Jung, Cioran, l'élan vers le pire, photographies (avec citations de Cioran), 1988, NRF, Gallimard,  (ISBN 978-2-070111466)

#### Concepts se retrouvant sous la plume de Cioran
- Pessimisme (philosophie)
- Philosophie du suicide

#### Philosophes au style apparenté, ou admirés par Cioran
- Arthur Schopenhauer
- Friedrich Nietzsche
- Marc Aurèle
- Sénèque
- Épictète
- Sébastien-Roch Nicolas de Chamfort
- Joseph Joubert
- François de La Rochefoucauld
- Oswald Spengler